# Anneau factoriel

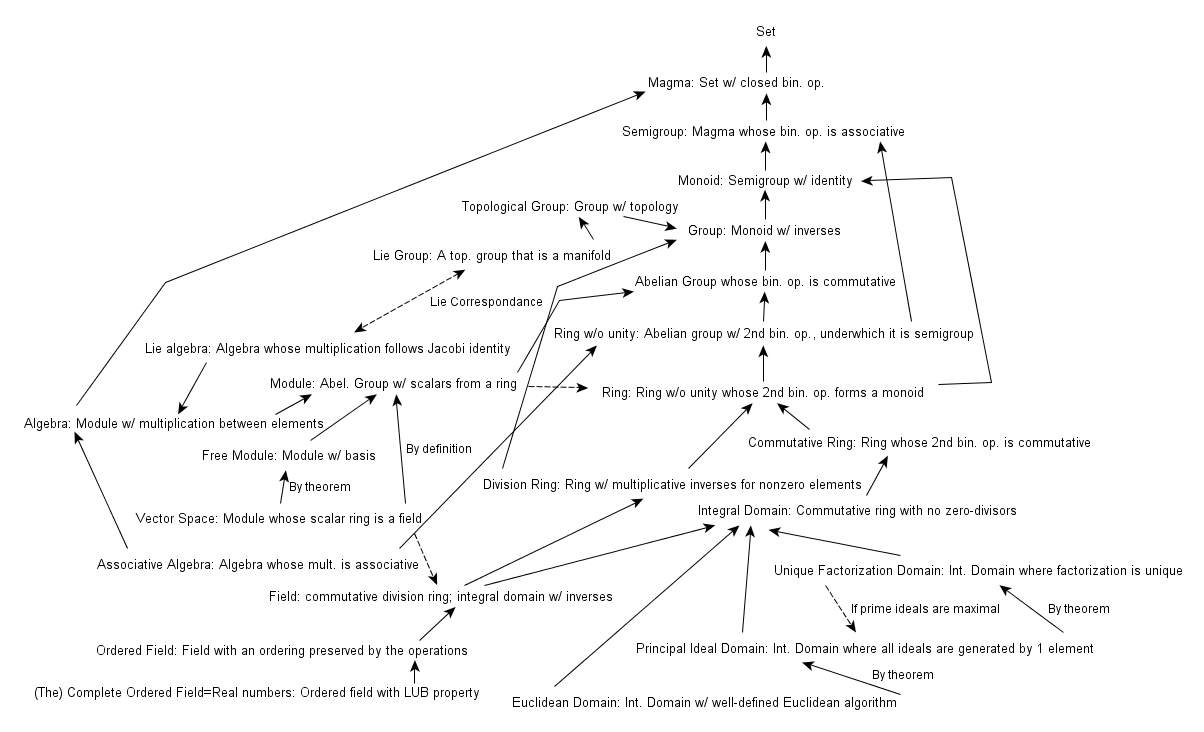
Organigramme des relations entre les différentes structures algébriques

En mathématiques, un anneau factoriel est un cas particulier d'anneau intègre. À l'image des nombres entiers, il existe un équivalent du théorème fondamental de l'arithmétique pour une telle structure : tout élément non nul d'un anneau factoriel se décompose en un produit d'un élément inversible et d'éléments irréductibles, cette décomposition étant unique aux éléments inversibles près. Par exemple dans l'anneau Z des entiers relatifs, –2 est irréductible. 
Tout anneau principal (c'est-à-dire intègre et dont tout idéal est principal) est factoriel. La réciproque n'est pas vraie. Ainsi un anneau de polynômes à coefficients dans un anneau factoriel k est toujours factoriel lui aussi, mais n'est principal que si l'anneau k est un corps. En ce sens, le concept d'anneau factoriel généralise celui d'anneau principal. Il peut être à son tour généralisé en abandonnant l'hypothèse d'unicité de la décomposition en produit de facteurs irréductibles. On obtient ainsi la classe plus large des anneaux atomiques.
Certains résultats usuels de l'arithmétique élémentaire s'appliquent sur un anneau factoriel. Ainsi, le lemme d'Euclide est vérifié et il est possible de définir un plus grand commun diviseur et un plus petit commun multiple bénéficiant presque des propriétés usuelles sur Z.

## Définitions
La notion d'anneau factoriel s'appuie sur trois définitions :
- un élément de A est dit irréductible s'il n'est ni nul, ni inversible, ni produit de deux éléments non inversibles ;
- deux éléments a et b non nuls de A sont dits associés s'il existe un élément inversible u tel que a = ub (cette relation est une relation d'équivalence) ;
- un élément p de A est dit premier s'il est non nul et non inversible et si pour tout produit ab multiple de p, a ou b est multiple de p.

La définition la plus courante d'anneau factoriel est :

Un anneau intègre A est dit factoriel s'il vérifie les deux propriétés suivantes :
- pour tout élément a de A, non nul et non inversible, il existe une suite finie p1,…, pn d'éléments irréductibles de A dont a est le produit :

{\displaystyle a=p_{1}\cdots p_{n}} ;
- si, pour un tel élément a, on a deux telles suites p1, …, pn et q1, …, qm, alors m = n et il existe une permutation σ de l'ensemble {1, … , n} ainsi que des éléments inversibles u1, …, un tels que pi = uiqσ(i) pour tout i (la décomposition de a est unique à l'ordre des facteurs et à association près).

On verra, grâce aux premières propriétés ci-dessous, que cette définition équivaut à :

Un anneau intègre A est dit factoriel si tout élément non nul et non inversible de A est premier ou produit d'éléments premiers.
Exemple : L'anneau Z des entiers relatifs est factoriel. Ses éléments inversibles sont –1 et 1, donc deux entiers non nuls sont associés lorsqu'ils sont égaux ou opposés. Ses éléments irréductibles sont les entiers naturels premiers et leurs opposés. Tout élément non nul de Z se décompose en un produit d'éléments irréductibles. Par exemple, –28 se décompose en (–2).2.7. On pourrait aussi le décomposer par exemple en (–7).2.2 mais cette dernière décomposition est considérée comme la même que la première, car elle s'en déduit en permutant les facteurs et en les multipliant par des inversibles.
Certains anneaux possèdent des éléments irréductibles particuliers, ainsi un élément irréductible et positif de Z est appelé nombre premier. Dans K[X] (si K est un corps), les éléments particuliers sont les polynômes irréductibles unitaires, c'est-à-dire dont le coefficient du monôme dominant est égal à 1. Chaque classe d'équivalence contient un unique élément irréductible particulier. Cette approche permet de normaliser la décomposition en facteurs irréductibles de telle sorte que l'unicité soit absolue, et plus seulement à permutation et association près.
Il est toujours possible d'établir une normalisation de cette nature. Il suffit de définir une famille (pi) d'éléments irréductibles telle que si i est différent de j alors pi n'est pas associé à pj et tout élément irréductible est associé à un pi. L'axiome du choix montre qu'il est toujours possible de trouver une famille maximale d'éléments irréductibles deux à deux non associés : on prend un représentant par classe d'association d'éléments irréductibles. Cette normalisation est utilisée dans la suite de l'article : elle n'est pas nécessaire mais permet d'alléger les énoncés.
Un élément a non nul d'un anneau factoriel s'écrit ainsi de façon unique :
où u est un élément inversible. La fonction vpi, de A dans l'ensemble N des entiers naturels, s'appelle une valuation p-adique. La valeur vpi(a) est aussi appelée ordre de multiplicité de pi dans a.

## Motivation
L'arithmétique dans l'anneau des entiers relatifs permet la démonstration de nombreux théorèmes. Les démonstrations utilisent le fait que cet anneau est euclidien donc principal. En revanche, de nombreux anneaux ne le sont pas, par exemple celui des polynômes à coefficients dans les entiers relatifs ou encore les polynômes en plusieurs indéterminées sur un corps commutatif.
Ce dernier exemple est important : les variétés algébriques sont définies comme les racines d'un idéal de polynômes à plusieurs variables. Ainsi la sphère réelle est définie comme les racines communes des polynômes à trois indéterminées multiples de X2 + Y2 + Z2 – 1. L'anneau des fonctions polynomiales définies sur la sphère n'est ni euclidien, ni même principal. En revanche, il est factoriel.
Sur un anneau factoriel, certains théorèmes fondamentaux des anneaux principaux restent vrais. Ainsi, le lemme d'Euclide, les propriétés des plus petits communs multiples et des plus grands communs diviseurs ou encore le théorème fondamental de l'arithmétique restent valables (ce dernier est vérifié par définition).
Tous ne s'appliquent plus, ainsi un idéal premier n'est pas toujours maximal : dans l'anneau Z[X] des polynômes à coefficients entiers, l'idéal 2Z[X] est premier mais n'est pas maximal car l'anneau quotient Z[X]/2Z[X], isomorphe à (Z/2Z)[X], est intègre mais n'est pas un corps. L'identité de Bézout n'est pas toujours vérifiée : dans Z[X], les éléments 2 et X n'ont pas de facteur commun, pourtant l'idéal engendré par 2 et X n'est pas l'anneau tout entier. En fait, les seuls anneaux factoriels dans lesquels l'identité de Bézout est satisfaite sont les anneaux principaux.

## Exemples et contre-exemples
- L'anneau Z est un exemple simple d'anneau factoriel. Un autre exemple est l'anneau Z[i] des entiers de Gauss : les complexes s'écrivant sous la forme a + ib où a et b sont des entiers relatifs.
- Si K est un corps alors l'anneau K[X] des polynômes à coefficients dans K est factoriel[4]. Plus généralement, dès que A est factoriel, il en est de même de l'anneau de polynômes en n indéterminées A[X1, … , Xn][5].
- On démontre que tout anneau principal (à plus forte raison tout anneau euclidien) est aussi factoriel[6].
- Un anneau d'entiers quadratiques non factoriel (bien qu'intégralement clos) est Z[i√5], dans lequel 2 est irréductible mais non premier. Mais en l'élargissant à Z[iφ], on obtient un anneau factoriel[7].
- Parmi les Z[ζ] où ζ est une racine de l'unité, seuls trente sont factoriels. Par exemple, Z[ei2π/n] est factoriel pour 1 ≤ n ≤ 22, mais pas pour n = 23. Pour trouver une solution très générale à cette difficulté, Ernst Kummer crée des nombres idéaux, maintenant formalisés par les travaux de Richard Dedekind à travers le concept d'anneau de Dedekind.
- Tout sous-anneau strictement compris entre Z et Z[ei2π/3] est non factoriel (car non intégralement clos). Un contre-exemple célèbre est le sous-anneau Z[i√3], dans lequel 4 possède deux décompositions différentes : 4 = 2 × 2 = (1 + i√3)(1 – i√3). On soupçonne fortement que Leonhard Euler se soit implicitement appuyé sur la factorialité de Z[i√3] pour un argument important et non justifié de sa démonstration du dernier théorème de Fermat dans le cas n = 3 (Algebra 1770).
- Un contre-exemple « géométrique » est celui du quotient de K[X, Y, Z] par l'idéal engendré par X2 – YZ. Soit p l'application de passage au quotient ; p(X2) admet deux décompositions distinctes en facteurs irréductibles : on a p(X2) = p(X)p(X) mais aussi p(X2) = p(Y)p(Z).
- Un contre-exemple de même nature est l'anneau des polynômes trigonométriques à coefficients réels[7], dans lequel sin2 = (1 + cos)(1 – cos). Il est isomorphe au quotient de R[X, Y] par l'idéal engendré par X2 + Y2 – 1 = Y2 – (1 + X)(1– X) ou encore, au quotient du contre-exemple précédent (pour K = R) par l'idéal engendré par p(Y + Z – 2).
- Un contre-exemple plus anecdotique est celui de l'anneau Z/4Z : tout élément non nul et non inversible s'y écrit de façon unique (à association près) comme produit d'éléments irréductibles, mais Z/4Z n'est pas factoriel faute d'intégrité.

## Propriétés

### Premières propriétés
- Tout anneau factoriel A est un anneau à PGCD.
Voir la section suivante pour plus de détails. Par conséquent :
  - A vérifie le lemme d'Euclide (tout élément irréductible de A est premier) ;
  - A est intégralement clos (les seuls éléments de son corps des fractions qui sont entiers sur A sont les éléments de A).
- Pour un anneau intègre A, les trois propriétés suivantes sont équivalentes[8],[9] :
  1. A est factoriel ;
  2. A est atomique et vérifie le lemme d'Euclide ;
  3. toute suite croissante d'idéaux principaux de A est stationnaire et A vérifie le lemme d'Euclide.

On doit à Irving Kaplansky la caractérisation suivante :
- Un anneau intègre A est factoriel si et seulement si tout idéal premier non nul de A contient un élément premier[10],[11] ou, ce qui est équivalent : contient un idéal premier principal non nul[12].

Elle constitue un lemme commode pour prouver que :
- tout localisé d'un anneau factoriel est factoriel.

Ce théorème admet une réciproque, le critère de Nagata :
- Soient A un anneau atomique, T un ensemble d'éléments premiers de A et S l'ensemble de tous les produits de puissances d'éléments de T. Si le localisé AS est factoriel, alors A est factoriel.

Par ailleurs, dans l'article « Anneau principal » (dans la section sur les anneaux de Dedekind), on démontre :
- Un anneau factoriel A est principal si (et seulement si) sa dimension de Krull est inférieure ou égale à 1, c'est-à-dire si tout idéal premier non nul de A est maximal.

### Diviseur et multiple communs
Dans cette section, A désigne un anneau factoriel et (ai) une famille d'éléments non nuls de A.
- Le plus grand commun diviseur de ces éléments est, parmi les diviseurs communs aux ai, celui qui est multiple de tous les autres. Il est unique à produit près par un inversible : c'est le produit de tous les irréductibles présents dans la décomposition de chaque ai, affectés chacun d'un exposant égal au plus petit de ses ordres de multiplicité dans les ai.
- Le plus petit commun multiple des ai est, parmi les multiples communs (s'il en existe) à ces éléments, celui qui est diviseur de tous les autres. Il est unique à produit près par un inversible s'il existe (ce qui est toujours le cas si l'ensemble des ai est fini) : c'est le produit des facteurs irréductibles présents dans la décomposition d'au moins l'un des ai, affectés chacun d'un exposant égal au plus grand de ses ordres de multiplicité dans les ai.
- Les ai sont dits premiers entre eux, ou premiers entre eux dans leur ensemble, si leur plus grand diviseur commun est égal à 1. Ils sont dits premiers entre eux deux à deux si pour toute paire {i, j} d'indices, ai et aj sont premiers entre eux.

Ces définitions généralisent les notions de plus petit commun multiple et plus grand commun diviseur. Dans ce contexte, certaines des propriétés vraies sur un anneau principal s'appliquent encore, d'autres non. La relation d'ordre partiel utilisée ici (ou plus exactement : de préordre partiel) est la divisibilité : a est plus petit que b si c'est un diviseur de b. Elle se traduit en termes d'idéaux par l'ordre inverse de l'inclusion : a est plus petit que b si l'idéal engendré par a contient l'idéal engendré par b.
Soient a et b deux éléments non nuls de A.
- Il existe un élément inversible u tel que{\displaystyle {\text{pgcd}}(ba_{i})=u~b~{\text{pgcd}}(a_{i})}.
- Si la famille (ai) est finie, il existe un élément inversible u tel que{\displaystyle {\text{ppcm}}(ba_{i})=u~b~{\text{ppcm}}(a_{i})}.
- Si la famille (ai) est finie et si les ai sont premiers entre eux deux à deux, il existe un élément inversible u tel que{\displaystyle {\text{ppcm}}(a_{i})=u~\prod _{n}a_{i}}.
- Il existe un élément inversible u tel que{\displaystyle ab=u~{\text{ppcm}}(a,b)~{\text{pgcd}}(a,b)}.
- Le plus petit idéal principal contenant tous les ai est l'idéal engendré par le plus grand commun diviseur des ai.

En effet, un idéal principal dA contient un élément a si et seulement si d divise a. L'idéal engendré par le pgcd des ai contient donc l'idéal engendré par la famille, mais (voir supra) lorsque ce dernier n'est pas principal, l'inclusion est stricte.
- Si les ai admettent un plus petit commun multiple, l'intersection des idéaux qu'ils engendrent est l'idéal principal engendré par ce plus petit commun multiple.
- Si R désigne la relation d'équivalence d'association définie dans le paragraphe « Définitions » et A* l'ensemble des éléments non nuls de l'anneau, alors l'ensemble quotient A*/R des classes d'association, muni des opérateurs pgcd et ppcm, forme un treillis.

### Anneaux des polynômes
Les anneaux de polynômes représentent la première motivation historique pour les anneaux factoriels. Si les coefficients sont choisis dans un corps commutatif, l'anneau dispose d'une division euclidienne ; dans le cas contraire, une autre arithmétique apparaît. En 1801, au début de ses Recherches arithmétiques, Carl Friedrich Gauss démontre une propriété, appelée aujourd'hui lemme de Gauss sur les polynômes. Pour formuler ce lemme, on introduit une définition :

Un polynôme P de A[X] est dit primitif si ses coefficients sont premiers entre eux dans leur ensemble.

La version moderne du lemme de Gauss est alors :
Lemme de Gauss — Si A est factoriel, le produit de deux polynômes primitifs de A[X] est primitif.
Dans l'article détaillé, on démontre ce théorème et l'on en déduit le corollaire suivant :
Corollaire — Soient A un anneau factoriel et K son corps des fractions. Les éléments premiers de A[X] sont :
- les éléments premiers de A ;
- les polynômes primitifs de A[X] irréductibles dans K[X].

Ce lemme et son corollaire vont permettre d'établir le théorème suivant :
- Si A est factoriel alors pour tout entier naturel n, A[X1, …, Xn] est factoriel.

Réciproquement (d'après le corollaire ci-dessus) :
- Si un anneau A est tel que A[X] soit factoriel, alors A est factoriel.